# DocBook
DocBook (ortografiat întotdeauna cu literă mare la mijlocul cuvântului) este un limbaj de marcare semantică destinat scrierii documentației tehnice. La origini, el a fost conceput pentru crearea de documentație referitoare la dispozitive electronice (hardware) și programe (software) pentru computere, dar poate fi utilizat pentru orice fel de documentație.
Ca limbaj semantic, DocBook permite utilizatorilor săi să pună conținutul documentelor într-un format care nu depinde de modul în care va fi prezentat, un format care înglobează numai structura logică a materialului. Acest conținut poate fi ulterior publicat într-o mare varietate de forme, cum ar fi HTML, XHTML, ePub, pagini manual, Web help sau HTML Help (de la Microsoft) fără ca autorii să fie obligați să facă nici o modificare în fișierul original. Altfel spus, când un document este scris în formatul DocBook, el devine ușor de portat în alte formate. Problema reorganizării materialului este înlăturată prin introducerea de etichete XML în fișierul original.